# دنیای اقتصاد تابان
دنیای اقتصاد تابان (مشهور به گروه رسانه ای دنیای اقتصاد) یک هلدینگ و مؤسسه رسانه‌ای در ایران است. روزنامه دنیای اقتصاد، هفته‌نامه تجارت فردا، روزنامه انگلیسی‌زبان فایننشال تریبون و سایت خبری اقتصادنیوز زیرمجموعه این گروه رسانه‌ای هستند. گروه دنیای اقتصاد همچنین دارای مرکز پژوهش‌ها، انتشارات و مرکز همایش‌هاست.
مدیرعامل این مجموعه که از سال ۱۳۸۱ مجوز نخستین نشریه خود یعنی دنیای اقتصاد را دریافت نمود، علیرضا بختیاری است.
روزنامه فایننشال تریبیون، تنها روزنامه اقتصادی ایران است که به زبان انگلیسی منتشر می‌شود.